# بخش ویر
بخش ویر (به فرانسوی: Arrondissement de Vire) یک بخش در فرانسه است که در کالوادوس واقع شده‌است.